# Chesneya latefoliolata
Chesneya latefoliolata là một loài thực vật có hoa trong họ Đậu. Loài này được Rassulova & Sharipova miêu tả khoa học đầu tiên.